# ITunes
iTunes és un reproductor multimèdia desenvolupat per Apple que permet reproduir, organitzar i comprar música i vídeos digitals. El programa és ara una interfície per a gestionar els continguts dels populars reproductors iPod, iPad i iPhone.
A més a més, amb l'iTunes es pot connectar a l'iTunes Store (amb connexió a internet) per a comprar i descarregar música digital, videoclips, programes de televisió, pel·lícules, jocs per a l'iPod, audiollibres, sons de trucada per al mòbil i multitud de podcasts. També és usat per descarregar aplicacions per l'iPhone, iPod touch i iPad amb iOS 2.0 o posterior.
L'iTunes és disponible per a ordinadors i tauletes amb Windows 10 a través de la botiga d'aplicacions Microsoft Store y per a ordinadors amb Windows 7 i Windows 8/8.1 des del web oficial d'Apple. L'iTunes també està disponible per a versions antigues de MacOS al lloc oficial d'Apple. L'iTunes no està disponible per a altres sistemes operatius, com ara Linux.

## Història
SoundJam MP, desenvolupat per Jeff Robbin i Bill Kincaid i alliberat per Casady & Greene el 1999, va esdevenir la base d'iTunes d'Apple quan la companyia el va comprar el 2000. Apple li va afegir una interfície nova i la capacitat de gravar discs compactes, va treure la funció d'enregistrament, i el va llançar com "iTunes" el gener de 2001.
En 2019, amb l'actualització de MacOS Catalina, l'antic programa d'escriptori iTunes va deixar d'estar disponible per a Mac per la qual cosa les seves funcionalitats de distribució de contingut multimèdia van dividir en tres noves aplicacions independents (Apple TV, Podcasts, Apple Music). La funció de gestió dels dispositius mòbils d'Apple és integrada en el finder tot i que encara queda funciona i es pot descarregar iTunes  des del web oficial d'Apple en versions de MacOS anteriors a l'actualització MacOS Catalina.e

## Propietats
Els usuaris d'iTunes poden organitzar la seva música en llistes de reproducció, editar la informació dels arxius, gravar CD, convertir arxius a diferents formats, comprar música per Internet a través de la tenda iTunes Store i activar un visualitzador que presenta la música en forma gràfica. Una altra de les novetats d'iTunes són les 'llistes de reproducció intel·ligent', que automàticament detecten cançons segons un criteri de recerca triat per l'usuari, com una base de dades.